# Max Sell
Max Sell (ur. 8 stycznia 1893 w Kilonii, zm. ?) – zbrodniarz nazistowski, SS-Obersturmführer, członek załogi niemieckich obozów koncentracyjnych Ravensbrück i Auschwitz-Birkenau. Z zawodu kupiec.
Był członkiem NSDAP, a do oddziałów SS-Totenkopf Sell został wcielony w chwili wybuchu wojny jako rezerwista SS (nr identyfikacyjny 35895). Początkowo, w latach 1939–1941, pełnił funkcję kierownika (Schutzhaftlagerführer) żeńskiego obozu w Ravensbrück. Następnie od sierpnia 1942 do stycznia 1945 pełnił służbę w obozie Auschwitz-Birkenau, gdzie sprawował stanowisko Arbeitseinsatzführera w całym kompleksie obozowym (Auschwitz I, Auschwitz II – Birkenau i Auschwitz III – Monowitz) oraz zajmował się rabowaniem mienia więźniów. Uczestniczył także w selekcjach Żydów na rampie kolejowej w Brzezince.
O jego powojennych losach nic nie wiadomo. Uznany za zmarłego 2 października 1950.